# Kot ob Kolpi
Kót pri Kólpi je naselje v Sloveniji.

## Geografija
Povprečna nadmorska višina naselja je 192 m.
Pomembnejša bližnja naselja so: Stari trg ob Kolpi (2 km), Predgrad (4 km) in Črnomelj (20 km).